# ماكوتو ساتو
ماكوتو ساتو (بالكانا:さとう まこと) هو ممثل ياباني، ولد في 18 مارس 1934 في اليابان، وتوفي في 6 ديسمبر 2012 بسبب ذات الرئة.

## وصلات خارجية
- ماكوتو ساتو على موقع IMDb (الإنجليزية)
- ماكوتو ساتو على موقع ألو سيني (الفرنسية)
- ماكوتو ساتو على موقع قاعدة بيانات الفيلم (الإنجليزية)